# 大胡同
39°08′49″N 117°10′44″E / 39.14687°N 117.17877°E

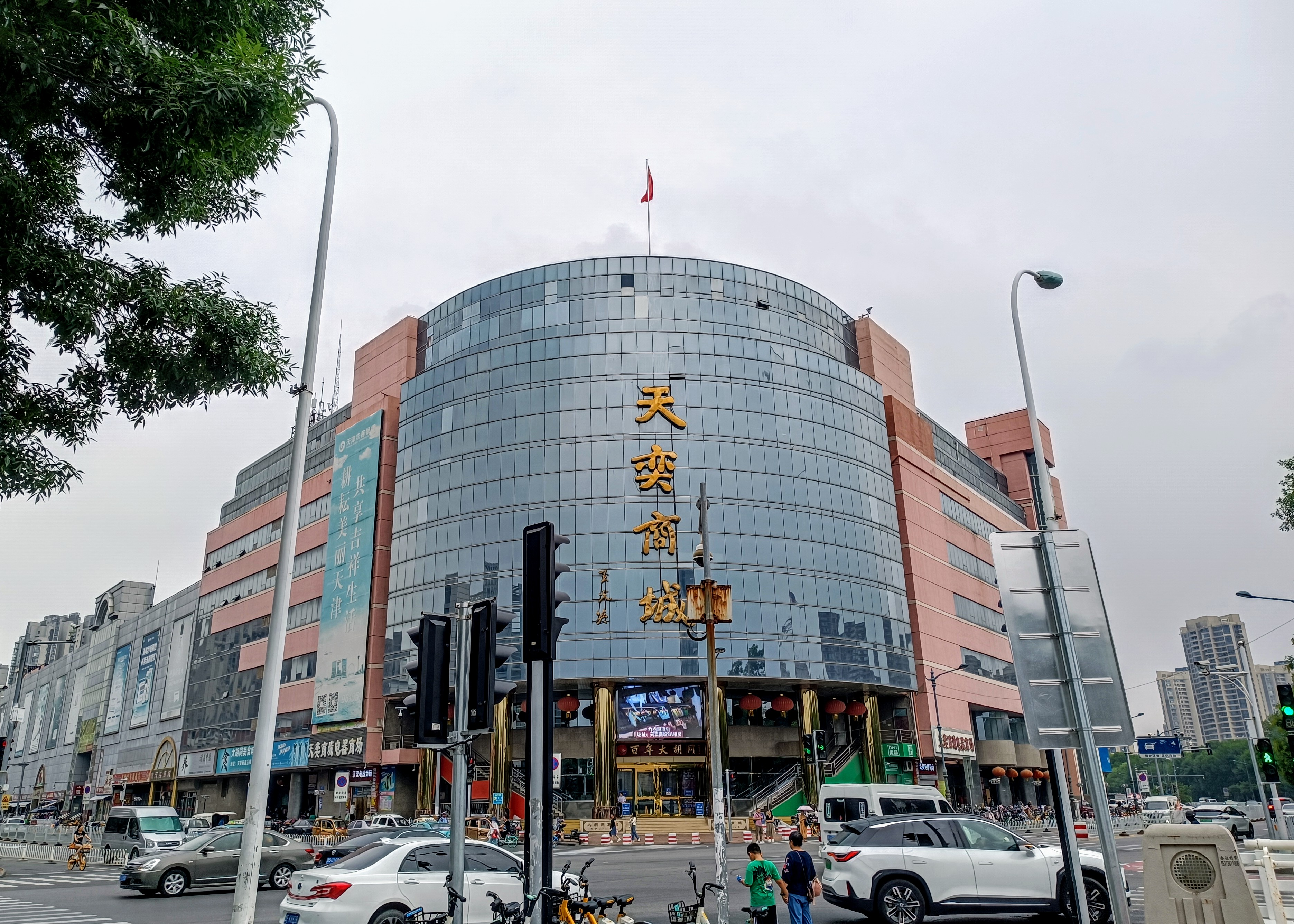
大胡同天奕商城

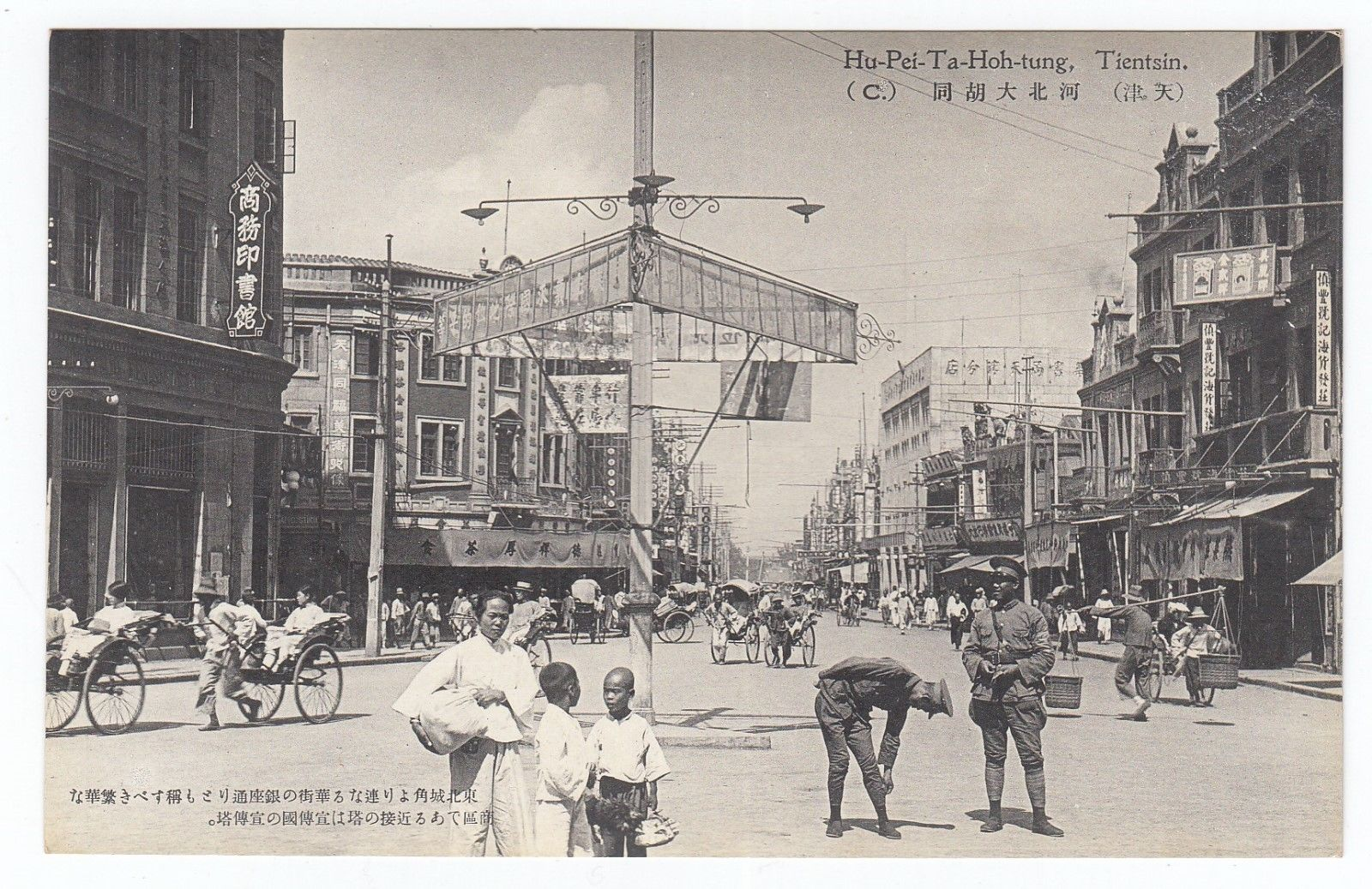
大胡同旧照

大胡同是一条坐落在天津红桥区的商业街区，也是天津的一个小商品批发市场集散地。大胡同原为估衣街旁的集市，后来逐步发展成批发市场。

## 商铺
- 大胡同小百货批发市场
- 天津都行商城
- 天奕商城
- 天鸿大厦
- 万隆大胡同商业中心（即将拆除）